# Malacate de Masa Planes
El Malacate de Masa Planes fue un castillete que estuvo en servicio en la cuenca minera de Riotinto-Nerva, en la provincia de Huelva (España). Construido a comienzos del siglo XX, en la actualidad se encuentra preservado en el municipio de Minas de Riotinto, en buen estado de conservación.

## Historia
La instalación fue levantada hacia 1904 en la zona de Masa Planes para subir y bajar tanto las vagonetas de mineral como a los obreros. Se trataba de un malacate tipo Aljustre que originalmente fue utilizado para obtener agua enriquecida en cobre desde el subsuelo. Más adelante fue empleado en las labores de extracción subterránea. En 1989 la empresa Río Tinto Minera, propietaria entonces del malacate, y la Fundación Río Tinto acordaron el traslado del malacate al recinto del nuevo Museo Minero para su conservación y exposición como parte de la colección museográfica.